# Mark Binskin
Mark Donald Binskin (nascido a 20 de Março de 1960) é um militar da Real Força Aérea Australiana (RAAF) que desempenha actualmente funções como Comandante das Forças de Defesa Australianas, sendo um general de quatro estrelas. Anteriormente, serviu como Chefe do Estado-maior da RAAF (2008-11) e Vice-chefe das Forças de Defesa (2011-14), antes de ser promovido à actual posição, que desempenha desde Junho de 2014.